# 冠狀病毒醬
冠狀病毒醬是嚴重急性呼吸系統綜合症冠狀病毒2型的萌擬人化角色，在4chan、Reddit等網站爆紅。
2014年西非伊波拉病毒疫症爆發時，英語世界的貼圖討論版及網絡討論區已有流傳「伊波拉醬」（Ebola-chan）角色。2020年1月中，4chan網民創作出「冠狀病毒醬」，少女身穿紅色旗袍，長着蝙蝠翅膀，頭髮上有帶刺的球体，象徵病毒；登場時經常手持科羅娜（Corona）啤酒，有時還會喝醉。有的作品中，她會拿著五星紅旗，送蝙蝠湯給別人。
在有約2000人訂閲的subreddit「r/coronachan」上，網民發布了各種各樣的「冠狀病毒醬」插畫。截至2020年2月7日，已有至少32張插畫在網上流傳。Lushsux創作了一幅墻壁塗鴉，顯示冠狀病毒醬站在戴著口罩的PewDiePie身後。
在4chan上則有人發表名為「科学家創造了冠狀病毒醬」的帖文，連結指向Zero Hedge的一篇文章，文章稱新型冠狀病毒可能是中國科學院武漢病毒研究所製造。

## 反應
Vice媒體的Samantha Cole認為角色一看就是中国人，具有種族攻擊性，但亦可以令人在連續不斷的負面新聞中得到些許放鬆。
中華人民共和国傳媒新浪有文章誤以為角色是日本人創作，將角色特徵與日本鬼子作了比較。
曾有非中国人女性cosplay「冠狀病毒醬」並將照片發布至網絡，結果遭到中国用戶批評，最終道歉。女性表示行為並非是想歧視或侮辱他人，而是想告知大眾預防傳染病時洗手的重要性。亦有網民支持她的活動，批評中国用戶幼稚，認為女性並無過錯，無需道歉。華裔美籍Cosplayer Yaya Han則於2020年3月20日稱cosplay冠狀病毒醬有如cosplay納粹，均是不被接受的行為，告誡其他cosplayer選材需慎重。
Michał Radomił Wiśniewski擔憂，這meme會讓人覺得令疫情擴散的責任不在国家，而在個人，又指一些作品較好地迴避了這一點，如Ken Ashcorp創作的「Komm, süsser Tod」影片，當中出現的是吸血鬼樣式的冠狀病毒醬。
聯邦保護局報告書顯示，有白人至上主義暴力過激派在Telegram上討論將COVID-19用作生化武器時，將新型冠狀病毒稱作「冠狀病毒醬」。